# Quang Phục, Tiên Lãng
Quang Phục là một xã thuộc huyện Tiên Lãng, thành phố Hải Phòng, Việt Nam.
Xã Quang Phục có diện tích 10.08 km², dân số năm 1999 là 9976 người, mật độ dân số đạt 990 người/km².